# Mastodia tessellata
Mastodia tessellata är en lavart som först beskrevs av Hook. f. & Harv., och fick sitt nu gällande namn av Hook. f. & Harv. 1847. Mastodia tessellata ingår i släktet Mastodia och familjen Mastodiaceae.   Inga underarter finns listade i Catalogue of Life.